# Sara Vos
Sara Vos (ook wel Saartje Vos) (Amsterdam, 16 augustus 1852 - Amsterdam, 13 september 1917) was een schrijfster van boeken over het joodse huishouden.
Sara Vos was de oudste dochter van Jacob Marcus Vos, schoenmaker en Schoontje Jacob Fransman en de zuster van Roosje Vos, de bekende vakbondsleidster.
Het bekendste werk van Saartje is het Oorspronkelijk Israelitisch kookboek, voor het eerst uitgegeven in 1893. Dat boek werd beter bekend als "de Saartje Vos", of, vaker nog "Men neme", naar de constructie met de aanvoegende wijs waarmee iedere receptbeschrijving begon..
Meyer Sluyser wijdde er een stukje aan in "Er groeit gras in de Weesperstraat":
In de Weesperstraat werden, lang geleden, twee meisjes geboren: Saartje en Roosje Vos. Twee gewone jiddisje meisjes, maar ze deden een worp naar de onsterfelijkheid, omdat ze alle twee een overvloed van moederlijke gevoelens bezaten, die ze kwijt moesten, hoe dan ook, want kinderen hadden ze niet. (...) Saartje daarentegen verwierf immortaliteit, want zij leefde haar behoefte aan moederschap uit in het weelderigste kookboek dat ooit, beduimeld en vol vette vlekken, boven op de plank in een Joodse keuken ter consultatie heeft gelegen. Haar naam is vereeuwigd in één zegswijze en honderden recepten. (...) Te oordelen naar haar toon en woordkeus heeft onder haar ongetwijfeld bolle boezem het hart van een sergeant-majoor gebonsd. Haar recepten klinken als commando's: men neme... In die twee woorden leeft Saartje voort.
Na het Oorspronkelijk Israelitisch kookboek kwam in 1915 het Handboekje voor huisvrouwen en dienstmeisjes uit, dat ook een handleiding voor het Hollandse koosjere huishouden was. Sara Vos overleed  op 13 september 1917. Haar gehele vermogen liet ze na aan het Nederlands Israëlitisch Ziekenhuis.
- International Standard Name Identifier: 0000 0003 9344 1835
- Nederlandse Thesaurus van Auteursnamen: 072669527
- Virtual International Authority File: 287722781